# Dolichopeza fulvithorax
Dolichopeza fulvithorax är en tvåvingeart som beskrevs av Edwards 1928. Dolichopeza fulvithorax ingår i släktet Dolichopeza och familjen storharkrankar. Inga underarter finns listade i Catalogue of Life.